# André Bello
André Bello (Tortorella, 24 de abril de 1878 — São João del-Rei, 6 de novembro de 1941) foi um fotógrafo italiano, formado em Milão.
Veio para o Brasil no início do século XX, indo para cidade de Juiz de Fora. Datam de 1906 as primeiras propagandas do fotógrafo em São João del-Rei. Nesta cidade ele abriu o Atelier Photográphico de André Bello e uma oficina para colocar molduras em quadros. Enquanto empresário, André Bello participou da fundação, em 1922, do curtume Bello & Tortoriello Ltda, no bairro das Fábricas (onde atualmente é o terminal rodoviário da cidade).
Amante das artes, André Bello contribuiu muito para o desenvolvimento cultural de São João del-Rei e região, trazendo várias famosas companhias de teatro da época.